# 그리스 정교회
그리스 정교회(그리스어: Ἑλληνορθόδοξη Ἑκκλησία, Ellinorthódoxi Ekklisía, IPA: [elinorˈθoðoksi ekliˈsia])라는 명칭은 전통적으로 신약성경의 원어였던 코이네 그리스어로 하거나 했었고, 역사, 전통, 신학은 초대 교회 교부 및 동로마 제국에 뿌리를 두고 있는 기독교 정교회 내 여러 그리스계 지역 교회들을 가리키는 용어이다. 그리스 정교회는 전통적으로 큰 중점을 두고 근동과 아나톨리아 초기 기독교의 기원과 기독교 수도원과 금욕주의의 전통에 높은 명성을 받았다. 오늘날 기독교 정교회 수도원의 가장 중요한 중심은 시나이반도 (이집트)의 성 에카테리니 수도원과 그리스 마케도니아 (북부 그리스)의 성산 아토스이다.

## 같이 보기
- 동서 분열
- 콘스탄티노폴리스 총대주교청
- 동방 정교회
- 정교회의 역사
- 러시아 정교회
- 슬라브 정교
- 아르메니아 사도교회
- 그리스 속 명일
- 오대목수구
- 교회 일치주의
- 그리스인

## 참고 도서
- Aderny, Walter F. The Greek and Eastern Churches (1908) online
- Constantelos, Demetrios J. Understanding the Greek Orthodox church: its faith, history, and practice (Seabury Press, 19820
- Fortesque, Adrian. The Orthodox Eastern Church (1929)
- Hussey, Joan Mervyn. The orthodox church in the Byzantine empire (Oxford University Press, 2010) online 보관됨 2020-08-01 - 웨이백 머신
- Kephala, Euphrosyne. The Church of the Greek People Past and Present (1930)
- Latourette, Kenneth Scott. ' Christianity in a Revolutionary Age, II: The Nineteenth Century in Europe: The Protestant and Eastern Churches. (1959) 2: 479-484; Christianity in a Revolutionary Age, IV: The Twentieth Century in Europe: The Roman Catholic, Protestant, and Eastern Churches (1958)
- McGuckin, John Anthony (편집.). 《The Encyclopedia of Eastern Orthodox Christianity》. 2 vols. (Wiley-Blackwell, 2011).